# فيليكيزيلا مفوكو
فيليكيزيلا مفوكو (بالإنجليزية: Phelekezela Mphoko )‏ (و. 1940  م) هو سياسي، ودبلوماسي من رودسيا الجنوبية، واتحاد رودسيا ونياسلاند، ورودسيا، وزيمبابوي. تولى منصب نائب رئيس زيمبابوي ‏ (12 ديسمبر 2014–27 نوفمبر 2017).